# Cap d'Ullastrell
El Cap d'Ullastrell és un cap de la costa de la Marenda del terme comunal de Portvendres, a la comarca del Rosselló (Catalunya del Nord).
Està situat a la zona sud-est del terme de Portvendres, prop del límit amb el de Banyuls de la Marenda. És a prop i a llevant de Polilles i de la platja del Forat.
Fou un lloc d'alt valor per als militars ocupants alemanys de la Segona Guerra Mundial, que hi van construir fins a sis emplaçaments de bateries d'artilleria, actualment abandonades, a més d'altres obres defensives.
Pel Cap d'Ullastrell passa la ruta excursionista que va de Banyuls de la Marenda a Portvendres resseguint el Camí de Ronda.